# Karton (szövet)
A karton a textiliparban egy pamutszövet-fajta csak a magyar nyelvben használatos elnevezése, kreton néven is említik. Az elnevezés a francia cretonne-ból származik, aminek eredete egyes feltételezések szerint a franciaországi Creton (ma Buis-sur-Damville része) falu neve, ahol gyártani kezdték, más feltételezés szerint a 17. században élt Paul Creton francia gyáros nevére utal, aki először gyártott ilyen szövetet.
A karton erős, vászonkötésű szövet, amelyet Franciaországban eredetileg kender lánc- és len vetülékfonalakból állítottak elő és színnyomott virágmintákkal díszítették.
A ma használatos technológia szerint a kartont pamutfonalakból készítik és színnyomásos geometriai vagy virágmintákkal díszítik. Női ruhákat, kötényeket, fejkendőket, bútorhuzatokat készítenek belőle.